# Kysuca
Kysuca je slovenská řeka pramenící pod vrchem Hričovec (katastrální území Makova) a u Žiliny se vlévá zprava do řeky Váh. Podle jména této řeky je pojmenován celý zdejší region Kysuce.

## Popis toku
Řeka má štěrkovité řečiště, místy s balvany. Protéká pohořími Javorníky po pravé straně a Kysuckými Beskydami po straně levé, přičemž je ústím pro 13 větších přítoků. Od Čadce protéká po levé straně okolo Kysucké vrchoviny. Řeka první polovinu své délky teče severovýchodovýchodním směrem, u Čadce se stáčí směrem na jih. Údolím řeky vede dvoukolejná železniční trať (trať č. 128, resp. trať č. 127) i silniční komunikace (II./487 a I./11), ve výstavbě je zde slovenská dálnice D3.

## Základní charakteristiky povodí
Kysuca protéká celým územím regionu Kysuce, přičemž na horním toku teče přibližně od západu na východ, za Čadcou se stáčí a dále pokračuje severojižním směrem. Celková délka jejího toku činí 66,3 kilometrů. Řeka odvodňuje území s plochou přibližně 1 053 km², z čehož většina leží na území Slovenska, malá část leží na území České republiky, kde hranice rozvodí probíhá po hřebeni geomorfologických celků Moravskoslezské Beskydy a Jablunkovská vrchovina, po linii Veľký Polom (1067 m n. m.) – Girova (840 m n. m.) – česko-polská státní hranice. V této oblasti pramení všechny levostranné přítoky Milošovského potoka, Šľahorův potok, Markův potok (přítok Čierňanky), Černý potok (přítok Čierňanky) a Valův potok. Oblast jejího povodí sahá částí území i do Polska, rozvodnice pokračuje od česko-polské státní hranice na kótu 630,9 m (jižně od obce Jistebná), odtud do obce Koňakov, kde se stáčí na jih na vrchol Kykule (845 m n. m.) na hranici se Slovenskem. Poté už rozvodnice pokračuje po státní hranici. V Polsku patří k povodí Kysuce horní tok pravostranného přítoku Čierňanky, potok Čadečka, který zde nese název Czadeczka a přibírá levostrannou Krężelku.
Hustota říční sítě činí průměrně 1,2–1,7 km/km², sklon koryta řeky (Čadca) dosahuje 2,3 ‰, specifický odtok činí 17,22 l/km²/s. Průměrný průtok dosahuje 8,34 m³/s v Čadci, 16 m³/s v Kysuckém Novém Městě a 17,3 m³/s v ústí do Váhu.
Kysuca je součástí povodí Váhu, číslo hydrologického pořadí úseku od ústí Varínky po ústí Rajčanky do Váhu je 4-21-06, když číslo hydrologického pořadí vlastní řeky je 4-21-06-012. Kysuca je dále součástí hydrogeologického rajónu paleogénu a kvartéru povodí Kysuce, označení PQ O28. Kysuca je vodárenským tokem v úseku říčního kilometru 30,80–65,60. Řeka je uvedena v Seznamu vodohospodářsky významných toků Slovenské republiky.